# Asyngenes affinis
Asyngenes affinis là một loài bọ cánh cứng trong họ Cerambycidae.